# Andrei Piatov
Andrei Piatov (ucraineană: Андрій Валерійович П'ятов, n. 28 iunie 1984, Kirovohrad, RSS Ucraineană, URSS) este un fotbalist ucrainean retras din activitate, care a jucat pe post de portar la echipe ca Șahtior Donețsk și Vorskla Poltava. Pe plan internațional, are prezențe la națională pentru Ucraina U21⁠(d) și Ucraina.